# アルヴァル・エレゴール
アルヴァル・エレゴール（Alvar Ellegård、1919年11月12日 - 2008年2月8日）はスウェーデン・ヨーテボリ生まれのスウェーデン人言語学者である。彼はヨーテボリ大学の、英語の名誉教授だった。彼はまた、スウェーデン国民百科事典の学術委員会のメンバーだった。彼は宗教のドグマと科学との衝突、そしてキリスト神話説の促進についての自著によって広く知られている。

## 学者としての経歴
1953年、彼は『助動詞Do』という論文によって、英語の准教授になった。彼は1962年から1984年の間ヨーテボリ大学の英語教授だった。彼の著作『ダーウィンと一般の読者』（1958年）は『種の起源』の1859年の刊行からの、英国公衆の世論の変化の詳細な研究である。それは期間ごとの定期刊行物の分析に基づいている。

## キリスト教について
教授退官後、エレゴールはイエスの歴史性（en:Historicity of Jesus）研究の新路線を開始した。Myten om Jesus（『イエスについての神話』）で、彼は死海文書と初期キリスト教史との関連についての新説を提示した。彼は本来のイエスは、福音書よりも150年前のクムランのエッセネ派指導者、義の教師（en:Teacher of Righteousness）であり、キリスト教を創ったパウロが死海文書を保管したセクトと接触したと主張している。この説をエレゴールは自著『ダマスコ文書』（en:Damascus Document）で立証している。
文書にはエッセネ派がエルサレムの外のダマスカスに移動したと記されている。しかし「ダマスカス」という語は「追放」を象徴的に表すために使われており、エレゴールはこれを「ダマスカス」の使徒行伝は実際はクムランを言及するひとつの根拠として解釈した。イエスの幻視をみたとき、パウロはダマスカスへの道程にいた。

## 刊行書籍
- 浜口稔訳『言語の思想圏』平凡社、1987年 ISBN 9784582733600

## 参照
1. ↑  “Book reviews”, International Communication Gazette 5 (2):  275–276, (1959) 2009年8月6日閲覧。